# ŁNZ Czerkasy
ŁNZ Czerkasy (ukr. ФК «ЛНЗ» Черкаси) – ukraiński klub piłkarski, mający siedzibę  mieście Czerkasy, w środkowej części kraju, grający od sezonu 2023/24 w rozgrywkach ukraińskiej Premier-lihi.

## Historia
Chronologia nazw:
- 2006: Szpoła-ŁNZ-Łebedyn (ukr. ФК «Шпола-ЛНЗ-Лебедин»)
- 2013: ŁNZ-Łebedyn (ukr. ФК «ЛНЗ-Лебедин»)
- 2020: ŁNZ Czerkasy (ukr. ФК «ЛНЗ» Черкаси)

Klub piłkarski Szpoła-ŁNZ-Łebedyn został założony w miejscowości Szpoła w roku 2006 z inicjatywy dyrektora ŁNZ (Łebedyński nasionowy zakład, ukr. Лебединський насіннєвий завод) Dmytra Krawczenki. Klub był sponsorowany z budżetu rejonu. Wśród innych sponsorów była grupa Szpoła-Agro Industry, którego właścicielem był francuski obywatel Frederic Chavigny. Zespół występował w rozgrywkach Mistrzostw oraz Pucharu obwodu czerkaskiego i grał mecze domowe na Stadionie Centralnym w Szpole. W 2009 osiągnął pierwszy największy sukces, zdobywając złote medale mistrzostw i srebrne pucharu. W 2011 został mistrzem obwodu, a w 2012 finalistą pucharu.
W 2013 roku klub przeniósł się do Łebedynu i zmienił nazwę na ŁNZ-Łebedyn. W 2016 i 2017 zespół ponownie zdobył mistrzostwo obwodu.
W sezonie 2017/18 klub debiutował w Pucharze Ukrainy wśród amatorów, gdzie wygrał w dwumeczu finałowym z Wiktoriją Mykołajiwka.
W sezonie 2018/19 zespół startował w Amatorskiej lidze Ukrainy. Po wygraniu drugiej grupy, wygrał ćwierćfinał, ale przegrał w półfinale.
W sezonie 2018/19 klub debiutował w Pucharze Ukrainy, gdzie przegrał w drugiej rundzie.
Po zakończeniu sezonu 2019/20, w którym ponownie dotarł do półfinału Amatorskiej ligi, przeniósł się do Czerkas, przyjmując nazwę ŁNZ.
W sezonie 2020/21 znów startował w Amatorskiej lidze. W czerwcu 2021 roku klub zgłosił się do rozgrywek Drugiej ligi (D3) i otrzymał status profesjonalny.

## Barwy klubowe, strój, herb, hymn
|  |  |

Klub ma barwy biało-fioletowe. Piłkarze domowe spotkania zazwyczaj grają w fioletowych koszulkach, fioletowych spodenkach oraz fioletowych getrach.

## Sukcesy

### Trofea międzynarodowe
Do chwili obecnej klub jeszcze nigdy nie zakwalifikował się do rozgrywek europejskich.

### Trofea krajowe
| \| \| Zdobyte trofea w rozgrywkach Ukrainy (stan na: 31-05-2021) \| |                                                            |      |          |
| Rozgrywki                                                           | Osiągnięcie                                                | Razy | Sezon(y) |
| · Mistrzostwo                                                       | I miejsce                                                  | 0    |          |
| · Mistrzostwo                                                       | II miejsce                                                 | 0    |          |
| · Mistrzostwo                                                       | III miejsce                                                | 0    |          |
| Puchar                                                              | zdobywca                                                   | 0    |          |
| Puchar                                                              | finalista                                                  | 0    |          |
| Puchar                                                              | 2 runda wstępna (1/32 f)                                   | 1    | 2018/19  |
| II liga                                                             | I miejsce                                                  | 0    |          |
| II liga                                                             | II miejsce                                                 | 0    |          |
| II liga                                                             | III miejsce                                                | 0    |          |
| Ukraina                                                             | Zdobyte trofea w rozgrywkach Ukrainy (stan na: 31-05-2021) |      |          |

- Druha liha (D3):
  - ?. miejsce (1x): 2021/22 (A)

- Mistrzostwa Ukrainy wśród amatorów:
  - 3.miejsce: 2018/19, 2019/20
- Puchar Ukrainy wśród amatorów:
  - zdobywca: 2017/18, 2020/21
- Mistrzostwa obwodu czerkaskiego:
  - mistrz: 2009, 2011, 2016, 2017
  - wicemistrz: 2007, 2012
  - 3.miejsce: 2008, 2014
- Puchar obwodu czerkaskiego:
  - zdobywca: 2017
  - finalista: 2009, 2012

## Poszczególne sezony

### Rozgrywki międzynarodowe

#### Europejskie puchary
Nie uczestniczył w rozgrywkach europejskich.

### Rozgrywki krajowe
| \| Ukraina \| Bilans występów klubu w rozgrywkach piłkarskich Ukrainy (Stan na 22 lipca 2021 r.) \| \| |                                                                                    |        |       |   |   |   |    |    |     |           |        |        |      |
| Poziom                                                                                                 | Rozgrywki                                                                          | Sezony | Mecze | Z | R | P | B+ | B– | Pkt | Lata      | Awanse | Spadki | Naj. |
| I | Premier-liha                                                                       | 0      |       |   |   |   |    |    |     |           | 0      | 0      |      |
| II | Persza liha                                                                        | 0      |       |   |   |   |    |    |     |           | 0      | 0      |      |
| III | Druha liha                                                                         | 1      |       |   |   |   |    |    |     | od 2021   | 0      | 0      | ?    |
| IV | Amatorska liha                                                                     | 3      |       |   |   |   |    |    |     | 2018–2021 | 1      | 0      | 1    |
| | Puchar Ukrainy                                                                     | 1      |       |   |   |   |    |    |     | 2018/19   | 0      | 0      | 1/32 |
| Ukraina                                                                                                | Bilans występów klubu w rozgrywkach piłkarskich Ukrainy (Stan na 22 lipca 2021 r.) |        |       |   |   |   |    |    |     |           |        |        |      |

## Piłkarze, trenerzy, prezydenci i właściciele klubu

### Piłkarze

#### Aktualny skład
Stan na 01.09.2023
| Nr | Poz. | Piłkarz                                       |
| -- | ---- | --------------------------------------------- |
| 5  | PO   | Iwan Kalużny (wyp. z FK Ołeksandrija)         |
| 7  | PO   | Serhij Szestakow                              |
| 8  | PO   | Władysław Chameluk                            |
| 9  | NA   | Maksym Priadun                                |
| 10 | PO   | Witalij Bojko                                 |
| 11 | PO   | Hennadij Pasicz                               |
| 16 | PO   | Denys Olijnyk                                 |
| 17 | OB   | Denys Norenkow                                |
| 19 | NA   | Ołeksij Chobłenko (wyp. z Krywbas Krzywy Róg) |
| 20 | OB   | Ołeh Tarasenko (kapitan)                      |
| 23 | OB   | Ołeksandr Nasonow                             |
| 27 | PO   | Iwan Tyszczenko                               |
| 28 | PO   | Serhij Kopył                                  |

| Nr | Poz. | Piłkarz                         |
| -- | ---- | ------------------------------- |
| 33 | OB   | Jewhen Selin                    |
| 34 | OB   | Nazarij Murawski                |
| 37 | PO   | Serhij Rybałka                  |
| 44 | PO   | Jewhen Banada                   |
| 55 | OB   | Maksym Kowalow                  |
| 70 | PO   | Władysław Naumeć                |
| 71 | OB   | Maksym Łopyrionok (wicekapitan) |
| 72 | BR   | Kiriłł Samojłenko               |
| 77 | PO   | Anton Sawin                     |
| 80 | BR   | Iwan Dubowy                     |
| 94 | BR   | Herman Peńkow                   |
| 95 | OB   | Petro Stasiuk                   |

### Trenerzy
- 2006–2011:  Petro Sławinski
- 2012–04.07.2020:  Wasyl Hreczany
- 04.07.2020–17.08.2020:  Ołeksandr Kowpak (p.o.)
- 17.08.2020–...:  Jurij Bakałow

### Prezydenci
- 2006–...:  Andrij Połtaweć

## Struktura klubu

### Stadion
Klub piłkarski rozgrywa swoje mecze domowe na stadionie ŁNZ-Arena we wsi Łebedyn, który może pomieścić 376 widzów.

## Kibice i rywalizacja z innymi klubami

### Derby
- Dnipro Czerkasy